# 蒂鲁恰努尔
蒂鲁恰努尔（Tiruchanur），是印度安得拉邦Chittoor县的一个城镇。总人口12486（2001年）。

## 人口
该地2001年总人口12486人，其中男性6175人，女性6311人；0—6岁人口1353人，其中男684人，女669人；识字率68.53%，其中男性为74.69%，女性为62.51%。